# Billy's Stratagem (film 1912)
Billy's Stratagem è un cortometraggio muto del 1912 diretto da D.W. Griffith.
È uno dei cortometraggi western diretti da David W. Griffith che hanno per soggetto l'esperienza di vita dei coloni. Vi compaiono anche i nativi americani degli Stati Uniti d'America nel ruolo "tradizionale" dei loro "nemici", anche se sono presentati come una banda isolata di individui resi violenti dall'alcool loro venduto da un commerciante bianco senza scrupoli.
Protagonista della pellicola è l'attrice bambina Edna Foster che proprio al personaggio maschile di "Billy" deve la sua fama in numerosi cortometraggi diretti dal regista D.W. Griffith. Secondo le convenzioni dell'epoca e come di regola nei film di Griffith, i ruoli accreditati di nativi americani sono interpretati da attori bianchi in "redface".

## Trama
Nella prateria, sul limitare di una foresta, vive una famiglia di coloni composta da padre e madre con i loro figlioletti, un bambino, di nome Billy, ed una bambina più piccola, con il loro nonno. Da un venditore ambulante, la famiglia acquista due barilotti di polvere da sparo barattandoli con delle pelli di animali. Di lì a poco, il capofamiglia si reca nella vicina foresta, munito di accetta per tagliare un albero. Nel frattempo, con il suo carro coperto, lo stesso venditore che aveva venduto la polvere da sparo alla famigliola, giunge in un accampamento di pellerossa a cui, in cambio di altre pelli, consegna una cospicua quantità di liquore con cui i nativi, in breve, si ubriacano. A casa dei coloni, la donna finisce di cucinare il pranzo e, messi a tavola i figli con il loro nonno, si reca nella foresta per portare il cibo al marito. Il maschietto, allora, chiede al nonno se può giocare "al cacciatore" ed, avutone il permesso, si reca nella prateria, poco lontano dalla palizzata che circonda la casa, insieme alla sorellina, ed imbracciando un fucile carico. Nel mentre, una dozzina di indiani, armati di fucile e resi aggressivi dall'alcol, decidono di assalire la casa dei coloni. I primi a scorgerli sono proprio i due bambini che, quindi, scappano verso l'abitazione, avvertendo il nonno. Billy, poi, riesce anche a chiudere l'entrata della palizzata mentre il nonno cade al suolo, vittima di un malore. Mentre gli indiani si avvicinano minacciosi, Billy ne colpisce uno con il fucile, sparando attraverso i tronchi della palizzata e poi si rifugia in casa, con la sorellina, e puntellando la porta. Gli indiani, però, superano il primo sbarramento e si danno da fare per buttare giù la porta di casa. I due fratellini, allora, si barricano nella stanza più interna dove si trova un camino acceso e i due barilotti di polvere da sparo acquistati prima. Mentre i pellerossa cercano di abbattere anche questa seconda porta, Billy ha un'idea: con dei trucioli di legno prepara una miccia a lenta combustione fino ai barilotti, poi dà fuoco alla miccia ed, insieme alla sorellina, fugge attraverso un piccolo pertugio nella parete di tronchi, quindi, girando intorno alla casa chiude la porta dall'esterno, imprigionando dentro gli indiani, ed infine, abbracciando la sorellina, si mette al sicuro. Proprio quando gli indiani riescono ad abbattere la porta, i due barilotti deflagrano ed il rumore dell'esplosione fa accorrere i due genitori dei bambini nonché un gruppo di pionieri che si trovava nei pressi. I pochi indiani superstiti scappano dalla casa ormai distrutta mentre il coraggioso Billy e la sorellina vengono raggiunti dagli altri pionieri e dai genitori che li abbracciano.

## Produzione
Il film fu prodotto dalla Biograph Company. Venne girato a Coytesville, nel New Jersey.

## Distribuzione
Distribuito dalla General Film Company, il film - un cortometraggio di una bobina - uscì nelle sale cinematografiche statunitensi il 12 febbraio 1912.
Copia del film si è preservata.